# Hohen Hagen
Hohen Hagen ist ein Ortsteil der Stadt Attendorn im Kreis Olpe (Nordrhein-Westfalen) mit einem Einwohner (Stand 30. Juni 2024).
Hohen Hagen ist eine Siedlung, welche für den Bau der Biggetalsperre fast vollständig devastiert wurde. Hohen Hagen liegt in Nordrhein-Westfalen im mittleren Biggetal zwischen Olpe und Attendorn.
Das ehemalige Ortsgebiet von Hohen Hagen liegt fast vollständig auf dem Grund der Talsperre. Ein einziges Haus (Scharioth) lag so hoch, dass es dem neu entstandenen See nicht weichen musste. Das vom Ruhrtalsperrenverein genutzte Haus befindet sich an der L 512 beim Biggegrill nahe der Bahnhaltestelle Hohen Hagen an der Bahnstrecke Finnentrop–Freudenberg.

## Geschichte
Mit Unterstützung der Westfälisch-Lippischen Heimstätte wurde am Rande von Listernohl die Siedlung Hohen Hagen in den Jahren zwischen 1924 und 1930 errichtet, hier wohnten fast ausschließlich kinderreiche Arbeiterfamilien.
Erster Siedler war Hubert Klais (1924), das letzte Haus errichtete Hubert Rinscheid (1930). Die Siedlung bestand aus 19 Wohnhäusern und einem Gemeindehaus. Das Gemeindehaus wurde im August 1928 durch die Gemeinde Attendorn-Land in Auftrag gegeben, um der dringenden Wohnungsnot abzuhelfen. In der Folgezeit konnten hier jeweils vier Wohnungen zur Verfügung gestellt werden.
Der eigentliche Anlass für die Ansiedlung waren die guten Erwerbsmöglichkeiten in den Listernohler Außenbezirken wie Maiwormshammer, Bruchwalze und Weustenhammer. Der Ortskern von Listernohl hatte 1889 nur vierzig Einwohner und 1941 bereits 698. Die meisten Familien hatten damals große Hausgärten und oft auch Pachtland. Fast jede Familie hielt sich Kleinvieh, hauptsächlich Ziegen und Hühner, aber auch Schweine. Da eigenes- und Pachtland für die Viehhaltung nicht ausreichten, hatte die Gemeinde aus forstfisikalischem Besitz ein größeres Gelände im Dumicketal angepachtet und hier eine Ziegenweide angelegt. Später, als die Ziegen hier und da durch Kühe ersetzt wurden, erweiterte man die Weidefläche, sodass auch Kühe aufgetrieben werden konnten. Im Januar 1933 hatte man am Hohen Hagen im Rahmen einer Notstandsarbeit 30 Männer beschäftigt, die annähernd 20 Morgen Wald abholzten und rodeten, um Äcker und Weiden anzulegen.
Als die Pläne zum Bau der Biggetalsperre aufkamen, glaubten die Bewohner der Siedlung zunächst, dass sie wohnen bleiben könnten, weil das Wasser ihre Häuser nicht erreichen würde. Sie machten sich deshalb hauptsächlich Gedanken darüber, wie die Verbindung zu einem neu erstellten Dorf Neu-Listernohl wiederhergestellt werden könnte. Schließlich blieb aber nur das Haus von Max Scharioth übrig, das der Ruhrtalsperrenverein dann für eigene Zwecke nutzte.